# Orchesella alpa
Orchesella alpa är en urinsektsart som beskrevs av Christiansen och Tucker 1977. Orchesella alpa ingår i släktet Orchesella och familjen brokhoppstjärtar. Inga underarter finns listade i Catalogue of Life.